# Оденьево
Оденьево — деревня в Кирилловском районе Вологодской области.
Входит в состав Ферапонтовского сельского поселения, с точки зрения административно-территориального деления — в Ферапонтовский сельсовет.
Расстояние по автодороге до районного центра Кириллова — 26 км, до центра муниципального образования Ферапонтово — 4 км. Ближайшие населённые пункты — Белоусово, Быково, Леушкино, Загорье.
По данным переписи в 2002 году постоянного населения не было.
Здесь расположен горнолыжный комплекс "Ципина гора".